# سيغونثة
سيغونثة هي مدينة مقاطعة وادي الحجارة في قشتالة والمنشف في إسبانيا.

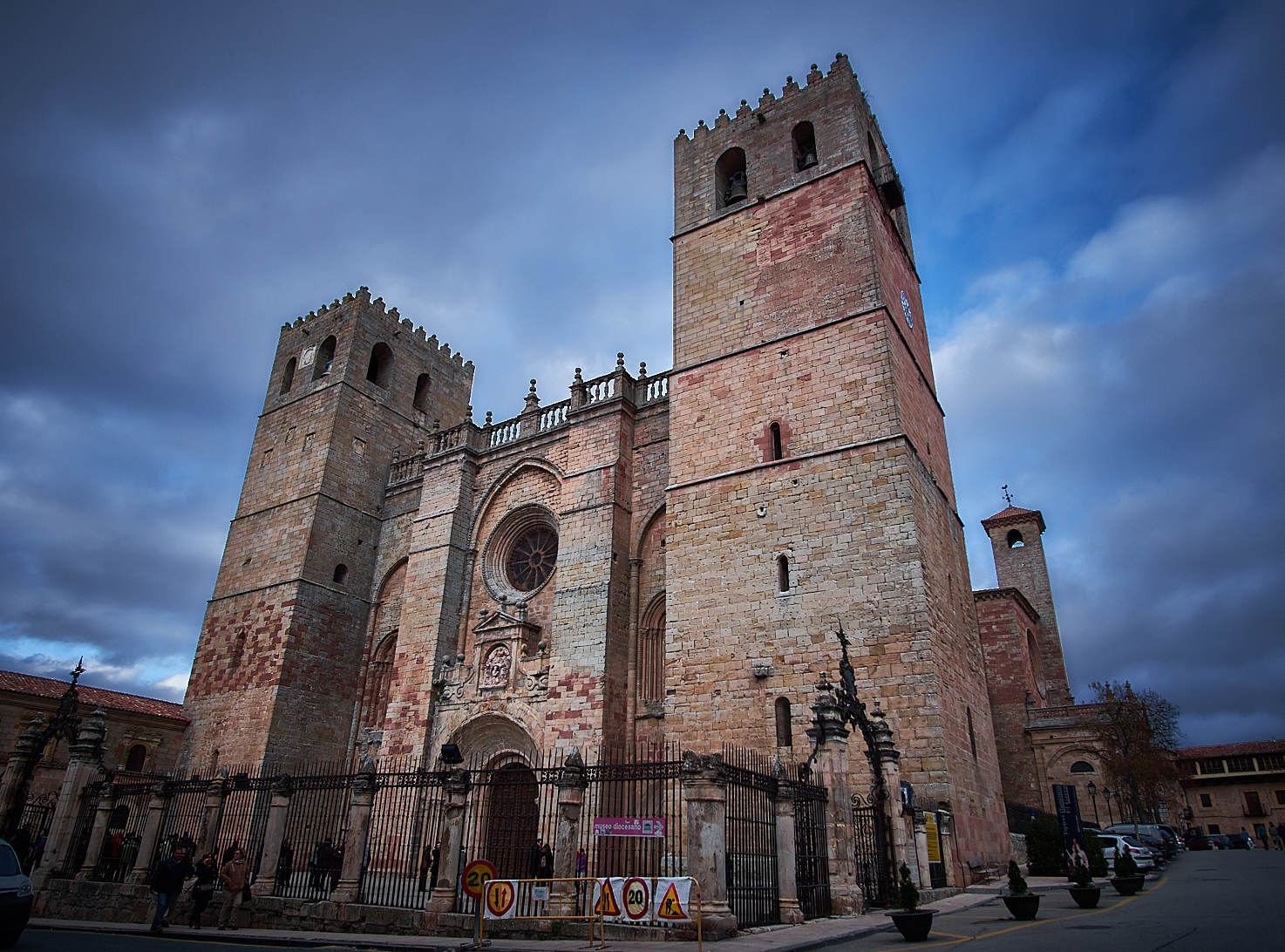
كتدرائية سيغونثة